# Bílý Kostel nad Nisou
Bílý Kostel nad Nisou – gmina w Czechach, w powiecie Liberec, w kraju libereckim. Według danych z dnia 1 stycznia 2013 liczyła 927 mieszkańców.